# Григорије Перадзе
Архимандрит Григорије Перадзе (рођ.  Григорије (Григол) Романович Перадзе, 9. август,  село Бакурихе, Тифлишка област - 6. децембар 1942, Аушвиц) - архимандрит Пољске православне цркве, теолог, црквени научник. Истакнути представник грузијске дијаспоре у западној Европи 1930-их и почетком 1940-их.
У Грузијској и Пољској православној цркви се поштује као мученик. У Варшави је подигнута капела која носи име архимандрита Григорија.

## Биографија
Григорије Перадзе је рођен 31. августа 1899. године у Грузији, у породици свештеника.
Завршио Тифлиску богословију. Године 1918. уписао је новоосновани државни универзитет у Тбилисију, али није завршио курс, јер је 1919. позван у грузијску војску. Служио у Гори, Борјоми и Акхалтсикхе. Године 1921. учествовао је у борбама против бољшевика.
1921. емигрирао је у Немачку. Студирао на Универзитету у Берлину. Студирао је патролологију и историју Грузијске цркве. Године 1926. одбранио је докторску дисертацију о грузијском монаштву на Универзитету у Бону. Радио је као шеф Катедре за оријенталне студије на Универзитету у Бону.
Године 1927. постао је један од оснивача прве грузијске православне парохије у иностранству – цркве Свете Нине у Паризу. Убрзо је био позван да прима свештенство и служи у овом храму, али је у почетку одбио.
Током божићних празника 1930. године, Перадзе се тешко разболео и заветовао се да ће положити монашки постриг ако оздрави.
18. априла 1931. године у грчкој храму Аја Софија у Лондону је замонашен , а 19. априла уведен у ћин јерођакона. 25. маја, у грчкој цркви Светог Првомученика Стефана у Паризу, уведен је у чин јеромонаха и постављен за настојатеља грузијске цркве Свете Нине.
Истовремено је предавао у Оксфорду, Даблину, Берлину, Паризу, Кракову. Издавао је часопис „Јвари Вазиса” на грузијском језику. Представљао је Грузијску цркву на многим верским конгресима. У Бугарској, у манастиру Бачково, Перадзе је открио неколико древних грузијских рукописа.
1933. преселио се у Варшаву. Предавао је патрологију на Катедри за православну теологију Варшавског универзитета. Учествовао у раду на састављању индекса хришћанских светаца. Од исте године служио је у храму Свете Марије Магдалене у Варшави, не напуштајући ректорску функцију у цркви Свете Нине у Паризу.
5. јануара 1934. године у лондонском храму Аја Софија уздигнут је у чин архимандрита.
После избијања Другог светског рата и немачке окупације Варшаве, остао је у пољској престоници. Учествовао је у Варшавском покрету отпора.
Ухапшен од Гестапоа у мају 1942. године и послат у концентрациони логор Аушвиц. Убијен 6. децембра у Аушвицу, добровољно је отишао у смрт уместо другог затвореника - оца велике породице.

## Канонизација
Архимандрита Григорија је 19. септембра 1995. године архијерејски сабор Грузијске православне цркве прогласио светим. Канонизацију је признала Пољска православна црква, уписавши у своје диптихе име Светог мученика Григорија.
Помиње се 6. децембра (23.новембра).